# Marinko Gjivoje
Marinko Gjivoje (Curzola, 14 luglio 1919 – Zagabria, 31 maggio 1982) è stato uno scrittore ed esperantista jugoslavo noto, nell'ambito del movimento esperantista, con gli pseudonimi di Mara Inko ("inchiostro marino") e di Verda Kareso ("carezza verde"), oltre che con il nome esperantizzato di Marinko Ĝivoje.

## Carriera
Dopo gli studi superiori a Ragusa, Gjivoje studiò agronomia e archeologia a Zagabria (1942-1945, 1948). Fra il 1955 ed il 1961 lavorò (dietro stipendio) presso la Jugoslavia Esperanto-Federacio ("Federazione esperantista jugoslava"), nella sede di Lubiana. Dopo tale esperienza si trasferì a Zagabria, ove lavorò presso la direzione delle ferrovie come giornalista nella redazione di Željezničar. Andò in pensione nel 1978.

## Rapporti con l'esperanto
Gjivoje apprese la lingua esperanto nel 1936, durante gli studi liceali a Ragusa di Dalmazia. A partire dal 1945 fu un membro attivo dell'associazione esperantista "Bude Borjan", con sede a Zagabria. Nel periodo 1950-1957 fu redattore capo della rivista esperantista La suda stelo, a diffusione nazionale; nel 1957-1960 fu redattore capo di Jugoslavia esperantisto. Scrisse anche per le riviste Jugoslavia fervojisto (1963-1964), Sennacieca revuo e Scienca revuo.
Dal 1953 al 1973 diresse gli uffici stampa dei vari congressi universali di esperanto. Fu membro della commissione della Jugoslavia Esperanto-Federacio preposta all'informazione e alla documentazione, segretario della Kroatia Esperanto-Ligo e della Slovenia Esperanto-Ligo e membro dello Jugoslavia Esperanto-Instituto.
Lasciò in eredità la sua grande biblioteca di volumi e documenti in esperanto alla biblioteca universitaria di Zagabria; solo dopo 15 anni le opere vi trovarono una collocazione.

## Vocabolari
Sul finire degli anni 1950 Gjivoje si occupò della revisione dell'ampliamento del vocabolario esperanto-serbocroato edito da Stevan Živanović nel 1934, e ripubblicato in seconda edizione nel 1954. Il volume vide la pubblicazione nel 1959, a Belgrado, sotto forma di terza edizione del vocabolario; conteneva circa 13 850 lemmi, formati da 9 400 radici. Nel 1979 seguì una quarta edizione con un supplemento di 16 pagine, pubblicata a Zagabria; nel 1990 fu pubblicata la quinta ed ultima, a Pisa.

## Opere
Segue un prospetto non esaustivo delle opere di Gjivoje.
- Rečnik esperantsko-srpskohrvatsko (1959)
- Bibliografio de beletraj tradukoj de jugoslaviaj verkistoj en la Esperanta gazetaro (1964)
- Historio de Esperanto-movado en Jugoslavio (1965)
- Sekretoj de la marestajxoj (kun Petar Giunio, 1960)
- Rječnik hrvatskosrpsko-esperantski (1966)
- Koncizaj biografioj de jugoslaviaj esperantistoj (1968)
- Esperantonimoj  (1973)
- Interesa arkeologio (1973)
- Biografioj de pli elstaraj jugoslaviaj fervojistoj esperantistoj (1975)
- Panoramo super la Esperanta literaturo (1979)
- Konsultlibro pri Esperantaj bibliotekoj kaj muzeoj (1980)
- Reehxoj, jugoslavia poemaro (1961)
- La paperoj de d-ro Ante Ramljak (1973)
- Gassi Marin vizitas sian hejmon - la mondon (1973)
- Honore al ili (memorlibro pri falintaj esperantistoj 1941-1945, Zagabria, 1976)
- Leksikono de aktivaj jugoslaviaj esperantistoj (1985, postumo)